# 上海市消费者权益保护委员会
上海市消费者权益保护委员会（英語：Shanghai Consumer Council，简称上海市消保委），是经由上海市人民政府批准设立的半官方、非政府组织。其秘书处为事业单位，预算纳入上海市市场监督管理局。其依据《中华人民共和国消费者权益保护法》建立，向消费者提供消费信息和咨询，以及一系列保护消费者权益的服务。